# Jutta Poikolainen
Jutta Poikolainen, född 15 mars 1963, är en finländsk bågskytt. Hon deltog vid olympiska sommarspelen 1988.